# District de Saint-Calais
Le district de Saint-Calais est une ancienne division territoriale française du département de la Sarthe de 1790 à 1795.
Il était composé des cantons de Saint Calais, Bessé, Bouloire, Tresson et Vibraye.